# Hugo Horn

a Compétitions nationales et continentales officielles uniquement.

b Matchs officiels uniquement.
Dernière mise à jour le 9 septembre 2018.
Hugo Horn, né le 9 mai 1977 à Mariental  dans le Sud-Ouest africain (future Namibie), est un joueur de rugby à XV namibien. Il joue avec l'équipe de Namibie entre 1997 et 2011, évoluant au poste de talonneur. Il mesure 1,82 m et pèse 104 kg. 
Il fait partie de la sélection de Namibie sélectionnée pour la coupe du monde 2007 en France.

## Équipe de Namibie
- 35 sélections avec l'équipe de Namibie
- 10 points (2 essais)
- 1er test match le 24 mai 1997 contre l'équipe des Tonga
- Sélections par année : 1 en 1997, 4 en 1998, 5 en 1999, 1 en 2001, 3 en 2002, 1 en 2003, 9 en 2007, 2 en 2008, 4 en 2009, 1 en 2010 et 4 en 2011.

Coupe du monde: 
- 1999 (3 matchs, 3 comme titulaire (Fidji, France, Canada))
- 2007 (4 matchs, 3 comme titulaire (Irlande, France, Argentine, Géorgie))
- 2007 (4 matchs, 3 comme titulaire (Fidji, Samoa, Afrique du Sud, pays de Galles))